# Mark 41 VLS
El Mark 41 VLS (Vertical Launching System) es un sistema de lanzamiento vertical diseñado y fabricado por la estadounidense Lockheed Martin. Es el sistema naval de lanzamiento de misiles guiados más extendido en las armadas occidentales.

## Desarrollo
Los cruceros lanzamisiles de la clase Ticonderoga, los primeros cinco (de CG-47 a CG-51), recibieron Mk-41 convencionales; y, el resto (de CG-52 a CG-73), recibieron Mk-41 con capacidad para lanzar misiles de crucero BGM-109 Tomahawk. También, los destructores lanzamisiles de la clase Arleigh Burke cargan dos sistemas Mk-41; y pueden disparar misiles de crucero BGM-109 y misiles superficie-aire RIM-67 Standard.
Próximamente será instalado en las fragatas de la clase Constellation.

## Operadores
- Australia[4]
  - Royal Australian Navy
- Canadá[5]
  - Royal Canadian Navy
- Chile[5]
  - Armada de Chile
- España[5]
  - Armada Española
- Estados Unidos
  - Armada de los Estados Unidos
- Japón[5]
  - Fuerza Marítima de Autodefensa de Japón
- Reino Unido
  - Royal Navy